# 采采尼夫卡
50°2′26″N 25°56′58″E / 50.04056°N 25.94944°E
采采尼夫卡（烏克蘭語：Цеценівка）是位於烏克蘭西部特諾皮爾州裏克列梅涅茨區的村莊，始建於1437年，面積4.18平方公里，2001年人口1,094，人口密度每平方公里261.7人。